# Microhyla nakkavaram
Microhyla nakkavaram — вид жаб з родини карликових райок (Microhylidae). Описаний у 2022 році.

## Назва
Назва виду походить від стародавньої назви Нікобарських островів — «Наккаварам» (що тамільською мовою означає: земля голих людей).

## Поширення
Ендемік Нікобарських островів. Поширений на трьох найпівденніших островах архіпелагу: Великий Нікобар, Кондул та Малий Нікобар.

## Опис
Тіло струнке, невеликих розмірів (SVL самців 16–19 мм, самиць 21 мм); морда закруглена збоку; палець I довший за половину довжини пальця II:;тильна поверхня дисків пальців пальців рук і ніг із серединною дорсально-кінцевою борозною, покриття роздвоєне дистально; кінчики всіх пальців слабо розширені в диски; три п'ясткових горбка округлої форми; великогомілково-тарзальний суглоб випрямленої кінцівки доходить до ока; рудиментарні перетинки між пальцями ніг; присутні як внутрішні, так і зовнішні плеснові горбки; спина від рідкісної до рівномірно зернистої; бічні поверхні темно-чорнувато-коричневі від морди до майже паху з попелясто-блакитними плямами до нижньої частини; тонка світла серединна спинна лінія від кінчика морди до анального отвору.